# Afroarctia nebulosa
Afroarctia nebulosa är en fjärilsart som beskrevs av De Toulgoët 1980. Afroarctia nebulosa ingår i släktet Afroarctia och familjen björnspinnare. Inga underarter finns listade i Catalogue of Life.